# Sør-Hidle
Sør-Hidle  est une île de la commune de Strand, dans le comté de Rogaland en Norvège, dans la mer du nord.

## Description
L'île de 1,4 km2 se trouve à l'extrémité sud-est d'un grand archipel d'îles situé entre le Boknafjord et l'embouchure du Høgsfjorden (en), juste au nord-est de la ville de Stavanger. Le village de Tau se trouve à environ 5 kilomètres à l'est de l'île. L'île d'Åmøy se trouve à une courte distance à l'ouest de Sør-Hidle et la petite île de Heng se trouve à une courte distance au sud-est.

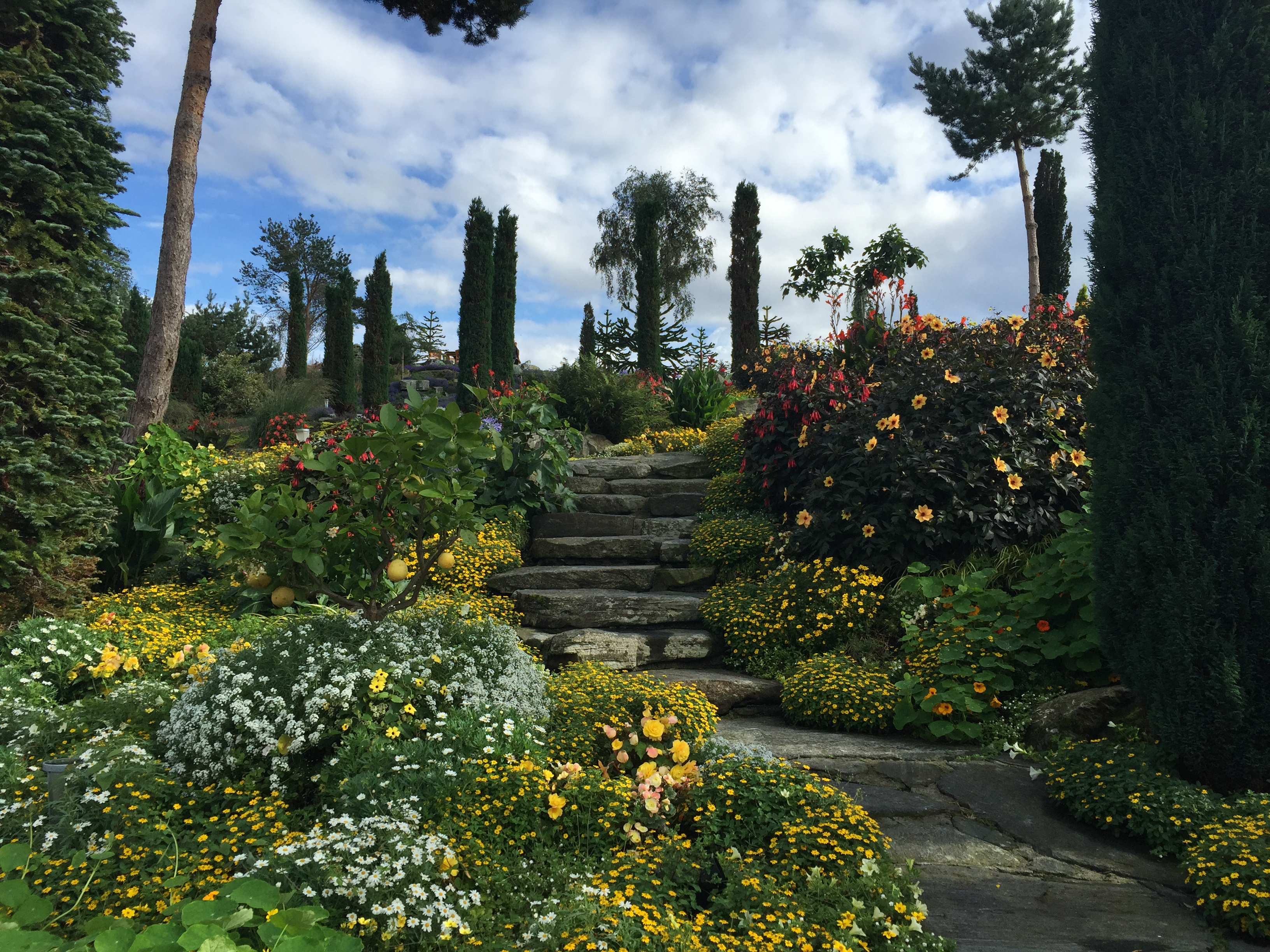
Flog og Fjaere

Le nouveau tunnel Ryfast (en) a été construit sous le fjord qui entoure l'île, et le tunnel lui-même passe sous la partie sud de l'île. En raison de la longueur du tunnel, un grand puits de ventilation a été construit du tunnel jusqu'à l'île pour fournir de l'air frais à l'intérieur du tunnel.
- Le parc Flor og Fjære (en), une collection de jardins tropicaux artificiels, est située sur l'île. Les jardins et le restaurant ont ouvert au public en 1995, accueillant deux visites par jour pendant leur saison de début mai à fin septembre[2].
- Le Tournoi Norway Chess a eu lieu sur l'île en 2015.